# Afrectopius silvaemontis
Afrectopius silvaemontis är en stekelart som först beskrevs av Heinrich 1967.  Afrectopius silvaemontis ingår i släktet Afrectopius och familjen brokparasitsteklar. Inga underarter finns listade i Catalogue of Life.